# Adebayo Gbadebo
Adebayo Gbadebo (* 30. Mai 1974 in Lagos) ist ein nigerianischer Fußballtrainer und ehemaliger Fußballspieler.

## Karriere

### Spieler
Adebayo Gbadebo stand bis Ende Juni 1994 beim Stationery Stores in Lagos in seinem Heimatland Nigeria unter Vertrag. Wo er von Juli 1994 bis Juli 1998 gespielt hat, ist unbekannt. Im Juli 1998 unterschrieb er in Thailand einen Vertrag beim Erstligisten BEC Tero Sasana FC. Nach einem Jahr wechselte er nach Indien zum Mohun Bagan AC. Mit dem Verein aus Kalkutta spielte er in der ersten Liga, der damaligen National Football League. Nach einem Jahr kehrte er nach Thailand zum BEC zurück. Mit dem Verein feierte er 2000 und 2002 die thailändische Meisterschaft. Bei BEC stand er bis Ende 2002 unter Vertrag. 2003 zog es ihn nach Indonesien. Hier unterschrieb er einen Vertrag beim PSPS Pekanbaru in Pekanbaru. Am 1. Januar 2005 beendete er seine Karriere als Fußballspieler.

### Trainer
Seinen ersten Trainerposten übernahm Adebayo Gbadebo am 1. Januar 2007 beim Bangkok Christian College FC. Der Verein aus der thailändischen Hauptstadt Bangkok spielte in der dritten Liga, der damaligen Regional League Division 2. Hier stand er bis Ende 2008 an der Seitenlinie. Am 1. Januar 2009 übernahm er für zwei Jahre das Amt des Technischen Direktors beim Erstligisten Singhtarua FC. Die Saison 2011 war er Technischer Direktor beim Zweitligisten Raj-Pracha FC. Zum Suphanburi FC, einem Zweitligisten aus Suphanburi, ging  er im Januar 2012. Hier übernahm er das Amt des Technischen Direktors. Ende 2012 stieg der Verein in die erste Liga auf. Bis Ende 2017 hatte er das Amt des Sport Direktors inne. Am 28. Mai 2017 wurde er Cheftrainer des Erstligisten. Hier stand er bis Juni 2018 an der Seitenlinie. Am 26. Juni 2018 wurde er entlassen und durch Sataporn Wajakhum kurzfristig ersetzt. Am 5. Juni 2019 wurde er wieder von Suphanburi unter Vertrag genommen. Hier ersetzte er Tawan Sripan als Cheftrainer. Hier stand er bis Saisonende 2021/22 unter Vertrag. Im Oktober 2022 übernahm er bis Saisonende den Drittligisten Kanjanapat FC. Mit dem Verein aus Pathum Thani trat er in der Western Region der Liga an.

## Erfolge

### Spieler
BEC Tero Sasana FC
- Thailändischer Meister: 2000, 2001/02